# Resultados do Carnaval de Cabo Frio em 2014
Esta e uma lista sobre os resultados do Carnaval de Cabo Frio, no ano de 2014. que nesse ano foi antes do Carnaval normal, sendo realizados nos dias 7 e 8 de março, na Morada do Samba e sua apuração realizada no dia 10, na Arena dos Quiosques.

## Grupo Especial
| Pos | Escolas           | Pts   | Classificação ou rebaixamento | Ref         |
| --- | ----------------- | ----- | ----------------------------- | ----------- |
| 1   | Em Cima da Hora   | 199.9 | Campeã de 2014                | [ 3 ] [ 4 ] |
| 2   | Flor da Passagem  | 199.3 |                               | [ 3 ] [ 4 ] |
| 3   | Águias da Paz     | 197.8 | [ 3 ] [ 4 ]                   |             |
| 4   | Sol a Sol         | 197.8 | [ 3 ] [ 4 ]                   |             |
| 5   | Vermelho e Branco | 196.1 | [ 3 ] [ 4 ]                   |             |
| 6   | Antiga Abissínia  | 195.6 | Grupo de acesso em 2015       | [ 3 ] [ 4 ] |

## Grupo de acesso
| Pos | Escolas           | Pts   | Classificação ou rebaixamento | Ref         |
| --- | ----------------- | ----- | ----------------------------- | ----------- |
| 1   | Jardim Esperança  | 196.6 | Grupo Especial em 2015        | [ 3 ] [ 4 ] |
| 2   | União dos Bairros | 195.6 |                               | [ 3 ]       |
| 3   | Cabeçorra         | 195.2 | [ 3 ] [ 4 ]                   |             |
| 4   | Aquarius          | 194.2 | Grupo da Comunidade em 2015   | [ 3 ] [ 4 ] |

## Grupo da comunidade
| Pos | Escolas        | Situação | Ref   |
| --- | -------------- | -------- | ----- |
| 1   | Arrastão da GB | Aprovada | [ 3 ] |